# Kőrösi Csaba (diplomata)
Kőrösi Csaba (Szeged, 1958–) magyar diplomata, 2022 és 2023 között az ENSZ 77. Közgyűlésének elnöke. Korábban a Köztársasági Elnöki Hivatal környezeti fenntarthatósági igazgatója volt.

## Korai élet és tanulmányok
Az 1958-ban született Szegeden. A Moszkvai Nemzetközi Kapcsolatok Intézetében (Oroszország), a Leedsi Egyetem Nemzetközi Kapcsolatok Intézetében (Egyesült Királyság), a jeruzsálemi Héber Egyetem Truman Közel-Keleti Tanulmányok Intézetében és a Harvard Egyetem Harvard Kennedy School-án (Amerikai Egyesült Államok) tanult.

## Karrier
Kőrösi 1983-ban kezdett dolgozni a Külügyminisztériumban, és számos országban szolgált, köztük Görögországban, Izraelben és Líbiában. Az ENSZ-ben Magyarország állandó képviselője is volt, 2011-től 2012-ig a Közgyűlés alelnöke volt. A Köztársasági Elnöki Hivatal környezeti fenntarthatósági igazgatójává való kinevezése előtt biztonságpolitikáért, multilaterális diplomáciáért és emberi jogokért felelős helyettes államtitkár volt.
Kőrösi 2022 és 2023 között az ENSZ Közgyűlésének 77. ülésszakát elnökölte.

## Díjak
Kőrösi a Magyar Érdemrend kitüntetettje, továbbá megkapta a Lengyel Köztársasági Érdemrendet, a Szuverén Máltai Katonai Érdemrendet és a Görög Főnix Érdemrendet is.

## Fordítás
Ez a szócikk részben vagy egészben  a   Csaba Kőrösi című angol Wikipédia-szócikk fordításán alapul.  Az eredeti cikk szerkesztőit annak laptörténete sorolja fel. Ez a jelzés csupán a megfogalmazás eredetét és a szerzői jogokat jelzi, nem szolgál a cikkben szereplő információk forrásmegjelöléseként.